# Boulay-les-Barres
Boulay-les-Barres is een gemeente in het Franse departement Loiret (regio Centre-Val de Loire) en telt 567 inwoners (2004). De oppervlakte bedraagt 12,6 km², de bevolkingsdichtheid is 45,0 inwoners per km².
De onderstaande kaart toont de ligging van Boulay-les-Barres met de belangrijkste infrastructuur en aangrenzende gemeenten.

## Demografie
Onderstaande figuur toont het verloop van het inwoneraantal van Boulay-les-Barres vanaf 1962.

Bron: Frans bureau voor statistiek. Cijfers inwoneraantal volgens de definitie population sans doubles comptes (zie de gehanteerde definities)
1. ↑  Populations de référence 2022.